# ドゥカティ・デスモセディチ

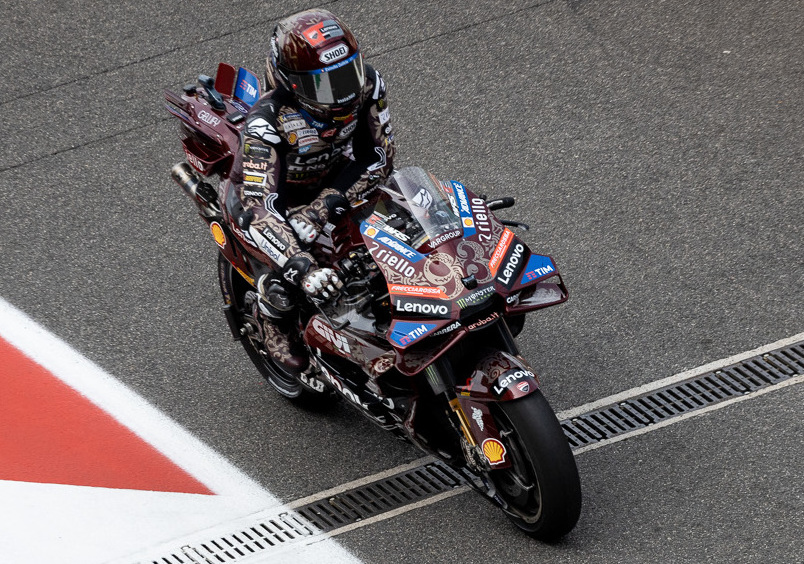
2025年型 デスモセディチGP25

デスモセディチ（Desmosedici）とは、ロードレース世界選手権MotoGPクラス参戦を目的としたドゥカティのレース専用オートバイである。また、デスモセディチの性能をほぼ受け継いだ公道仕様車も存在する。
「デスモセディチ」という名称は、後述のエンジンバルブ開閉機構デスモドロミックの「デスモ」とバルブ数である16のイタリア語である「セディチ」を合わせたもの。日本語に訳すと「強制開閉16バルブ」という意味になる。また年式を表す「GP-」が名称の後に付き、2006年型は「デスモセディチGP6」で、2010年型は「GP10」となる。

## 概要
2002年からロードレース世界選手権（MotoGP）の最高峰クラスがGP500からMotoGPクラスに変更されるに伴い、参戦できるマシンのレギュレーションも大きく変わった。特に大きな変更点はエンジン排気量に関するもので、それ以前は2ストロークエンジン（以下2st）・4ストロークエンジン（以下4st）ともに排気量の上限は500 ccだった（同じ排気量では2stの方が高出力であり有利である）のが、変更後は4stのみ990 ccまでに拡大された。このため4stエンジンのマシンが有利になるため、以前から参戦していたホンダ・ヤマハ・スズキといったメーカーは2000年頃から4st 990 ccマシンを開発し、2002年からの参戦に備えていた。
それに対しドゥカティは4stエンジンを得意としていたため、2st有利だったGP500時代は参戦せず、市販車4stマシンのみで争われるスーパーバイク世界選手権（SBK）に参戦していた。しかしレギュレーション変更によって4st中心となるであろう新生MotoGPクラスへの参戦を決意、2001年に4st 990 ccL型4気筒エンジン搭載車による参戦を発表した。発表前にはドゥカティの代名詞とも言えるL型2気筒エンジンでの参戦も囁かれていただけに、ドゥカティとして初となるL型4気筒での参戦発表は驚きをもって迎えられた。

## 車両解説
エンジンは4ストローク990 cc → 800 cc → 1000 ccのL型4気筒16バルブ。バルブ開閉機構に一般的なスプリングを用いず、L型2気筒とともにドゥカティの代名詞であるデスモドロミック（強制弁開閉式）を採用。この機構を用いるMotoGPマシンはデスモセディチのみである。
フレーム形式はMotoGPマシンで一般的なツインスパーではなく、ドゥカティの市販車でお馴染みのパイプを用いたトラスフレームであったが、2009年仕様からカーボンフレームを採用している。2010年からスイングアームもカーボン製のものが採用されている。2011年のシーズン中にはアルミフレームが採用され、2012年にはこれまでのフレーム構造を改めてスタンダードなアルミツインスパーフレームが採用されている（厳密には一般的なツインスパーとは違い、エンジンをフレームの一部とするこれまでの構造も残されているようである）。
タイヤは2003年・2004年がミシュラン、2005年以降はブリヂストンを採用している（ワークスチーム）。

## モデル一覧

### 990 ccモデル
1年後の2002年MotoGPイタリアGPにおいてデスモセディチのプロトタイプが発表された。それ以降テストを重ね、2003年開幕戦・日本GPでデビュー。初戦からトップ争いを演じロリス・カピロッシが3位を獲得、第6戦カタルーニャGPでは早くも初勝利を上げた。2004年からは型落ちマシンのプライベートチームへの供給を開始。ワークスチームは2005年からタイヤをブリヂストンに変更して戦闘力を上げ、2006年シーズン終了時までに通算7勝を記録。

### 800 ccモデル
2007年からMotoGPのレギュレーションが変更となった。主な変更点はエンジン排気量に関するもので、安全上の理由から2006年までの990 ccから800 ccに引き下げられた。そのため各メーカーとも新レギュレーションに対応する新たなマシン開発に迫られたが、ドゥカティはいち早く開発に着手。2006年シーズン半ばで早くも800 ccマシン・デスモセディチGP7を完成させテストを開始していた。
そしてGP7のデビューレースとなった2007年開幕戦・カタールGPでは新加入のケーシー・ストーナーが優勝を飾って早期テストの成果を見せつけ、以降も勝利を積み重ねてドゥカティに初めてのコンストラクラーズタイトルをもたらしただけでなく、チーム・ライダータイトルを含む三冠を達成させた。
2008年も好調を維持し活躍を見せたが、ヤマハ勢の追い上げによりタイトル防衛はならず、2009年は主戦のストーナーが途中で一時休養したことが響き成績を伸ばせなかった。2010年は乗りやすさを重視した改良を行なうことにより全体の底上げを図ると同時にフロントサスペンションにオーリンズの新型サスペンションを採用したが、これが序盤においてストーナーの苦戦を招いてしまった。2008年以降のマシンはストーナー以外は乗りこなせないと言われるほどクセのあるマシンと言われており（事実ストーナーのチームメイトであったマルコ・メランドリやニッキー・ヘイデンはかなりの苦戦を強いられている）、ストーナー曰くスーパーバイク的な乗り方を要求されるマシンであると言う。
2011年はストーナーの移籍によりバレンティーノ・ロッシを迎えてシーズンに挑んだが、来期からのレギュレーション変更を見据えてマシンを製作したため車体のセッティングが全く噛み合わず、フレームの素材を変更するなど試行錯誤を続けたが苦戦から抜け出せず、2004年以来のシーズン未勝利に終わった。

### 1000 ccモデル
エンジンのレギュレーションが1000 ccに変更された2012年以降も苦戦が続き、2014年は表彰台を3回、2015年は7回獲得したものの、5年連続で勝利を得ることはできなかった。しかし2016年にアンドレア・イアンノーネとアンドレア・ドヴィツィオーゾが1勝ずつ挙げている。

### 2人乗り仕様車
レース用をベースとした2人乗り仕様も存在する。これは観客にMotoGPマシンのパフォーマンスを体験してもらう目的で作られた体験試乗用のデスモセディチである。各レースで元GPライダーのランディ・マモラ氏が運転し、少数の幸運な観客やゲストが体験試乗している。過去に体験した有名人にはF1ドライバーのミハエル・シューマッハやNBAのスーパースター、マイケル・ジョーダンらがいる（ちなみにこの2名は自らの手で1人乗りレース仕様車の運転も経験している）。

### 公道仕様
デスモセディチの公道仕様車はデスモセディチRR（略称はD16RR）といい、2007年に限定生産で発売が開始されている。最低限の保安装備は搭載しつつも、機構的にはレーサー仕様（原型はGP5つまり2005年型とされる）をほぼ流用している。エンジンは水冷4ストローク・デスモドロミック16バルブ・90度V型4気筒で70度位相クランクにより、0°- 90°- 290°- 380°の不等間隔爆発となっている。カムシャフトはカムギアトレインによるギヤ駆動であり、これもレース用車両に準拠する（日本向け公道仕様車は騒音規制により61馬力）。なお価格は5万ユーロ、日本円で866万2500円（税込）。この価格は市販二輪車としては高額であるが、1台数億円ともいわれるGPマシンとの多くの相関性を考慮すると、むしろ破格であるといえる。

## レース戦績
※ワークスチームの戦績
- 2003年 - コンストラクターズランキング:2位

ロリス・カピロッシ:4位（1勝）/トロイ・ベイリス:6位
- 2004年 - コンストラクターズランキング:3位

ロリス・カピロッシ:9位/トロイ・ベイリス:14位
- 2005年 - コンストラクターズランキング:3位

ロリス・カピロッシ:6位（2勝）/カルロス・チェカ:9位
- 2006年 - コンストラクターズランキング:3位

ロリス・カピロッシ:3位（3勝）/セテ・ジベルナウ:13位/トロイ・ベイリス（1勝・最終戦スポット参戦）
- 2007年 - コンストラクターズ：1位

ロリス・カピロッシ:7位（1勝）/ケーシー・ストーナー:1位（10勝）
- 2008年 - コンストラクターズ：2位

ケーシー･ストーナー:2位（6勝）/マルコ・メランドリ:17位
- 2009年 - コンストラクターズ：3位

ケーシー･ストーナー:4位（4勝）/ニッキー・ヘイデン:13位/ミカ・カリオ（第11-13戦）
- 2010年 - コンストラクターズ：3位

ケーシー･ストーナー:4位（3勝）/ニッキー・ヘイデン:7位
- 2011年 - コンストラクターズ：3位

バレンティーノ・ロッシ:7位/ニッキー・ヘイデン:8位
- 2012年 - コンストラクターズ：3位

バレンティーノ・ロッシ:6位/ニッキー・ヘイデン:9位
- 2013年 - コンストラクターズ：3位

アンドレア・ドヴィツィオーゾ:6位/ニッキー・ヘイデン:9位
- 2014年 - コンストラクターズ：3位

アンドレア・ドヴィツィオーゾ:5位/カル・クラッチロー:13位
- 2015年 - コンストラクターズ：3位

アンドレア・イアンノーネ:5位/アンドレア・ドヴィツィオーゾ:7位
- 2016年 - コンストラクターズ：3位

アンドレア・ドヴィツィオーゾ:5位（1勝）/アンドレア・イアンノーネ:9位（1勝）
- 2017年 - コンストラクターズ：3位

アンドレア・ドヴィツィオーゾ:2位（6勝）/ホルヘ・ロレンソ:7位
- 2018年 - コンストラクターズ：2位

アンドレア・ドヴィツィオーゾ:2位（4勝）/アルバロ・バウティスタ:12位/ミケーレ・ピロ:22位/ホルヘ・ロレンソ:9位(3勝）
- 2019年 - コンストラクターズ：2位

アンドレア・ドヴィツィオーゾ:2位（2勝）/ダニロ・ペトルッチ:6位（1勝）
- 2020年 - コンストラクターズ：2位

アンドレア・ドヴィツィオーゾ:4位（1勝）/ダニロ・ペトルッチ:12位（1勝）
- 2021年 - コンストラクターズ：1位

ジャック・ミラー:5位（2勝）/フランチェスコ・バニャイア:2位（4勝）
- 2022年 - コンストラクターズ：1位

ジャック・ミラー:5位/フランチェスコ・バニャイア:1位（5勝）